# Licciana Nardi
Licciana Nardi is een gemeente in de Italiaanse provincie Massa-Carrara (regio Toscane) en telt 4903 inwoners (31-12-2004). De oppervlakte bedraagt 55,9 km², de bevolkingsdichtheid is 88 inwoners per km².
De volgende frazioni maken deel uit van de gemeente: Amola, Apella, Bastia, Cisigliana, Costamala, Panicale, Pontebosio, Tavernelle, Terrarossa, Varano, Villa.

## Demografie
Licciana Nardi telt ongeveer 2170 huishoudens. Het aantal inwoners steeg in de periode 1991-2001 met 10,6% volgens cijfers uit de tienjaarlijkse volkstellingen van ISTAT.
| Jaar | Inwoneraantal |
| ---- | ------------- |
| 1991 | 4418          |
| 2001 | 4887          |

## Geografie
De gemeente ligt op ongeveer 210 m boven zeeniveau.
Licciana Nardi grenst aan de volgende gemeenten: Aulla, Bagnone, Comano, Fivizzano, Monchio delle Corti (PR), Podenzana, Tresana, Villafranca in Lunigiana.
Aulla · Bagnone · Carrara · Casola in Lunigiana · Comano · Filattiera · Fivizzano · Fosdinovo · Licciana Nardi · Massa · Montignoso · Mulazzo · Podenzana · Pontremoli · Tresana · Villafranca in Lunigiana · Zeri
1. ↑  https://demo.istat.it/?l=it.